# Florin Cîțu

Florin Cîțu (Bukurešt, 1. travnja 1972.), rumunjski političar, ekonomist i izabrani premijer Rumunjske od 2020., ranije je obnašao dužnost ministra financija od 2019. do 2020. 23. prosinca 2020. godine imenovan je za  premijera Rumunjske.

## Obrazovanje
Nakon diplome na koledžu Grinnell 1996. godine, Cîțu je 2001. godine magistrirao ekonomiju i doktorirao makroekonomiju i međunarodne ekonomije na Sveučilištu Iowa State.

## Profesionalna karijera
Nakon što je diplomirao, Cîțu je radio kao ekonomist za Rezervnu banku Novog Zelanda (2001. – 2003.) i Europsku investicijsku banku (2003. – 2005.).  Nakon toga radio je kao investicijski bankar u rumunjskom odjelu ING Grupe do 2011. godine.

## Politička karijera
Godine 2019. odbor za proračun i financije parlamenta Rumunjske nije uspio odobriti nominaciju Cîțua za ministra financija, ali njihov glas nije bio obvezujući, te je on ipak izabran za ministra financija u vladi Ludovica Orbana.  
Dana 26. veljače 2020., nakon izglasavanja nepovjerenja vladi premijera Ludovica Orbana održanog 5. veljače, predsjednik Rumunjske Klaus Iohannis imenovao je Cîțua mandatarom za sastav vlade Rumunjske i zatražio od njega da formira novu vladu. Međutim u ožujku 2020. nakon pojave prvih slučajeva bolesti COVID-19 u toj zemlji parlament Rumunjske održao je novo glasovanje na kojem je odlučeno da aktualna vlada premijera Orbana ipak ostane na vlasti do održavanja parlamentarnih izbora u prosincu iste godine, te tako Cîțu nije postao novi rumunjski premijer. 
Dana 9. prosinca 2020. Cîțu je ponovno predložen od strane vladajuće nacionalno-liberalne stranke za novog rumunjskog premijera jer je 2 dana ranije premijer Ludovic Orban podnio neopozivu ostavku na tu dužnost, nakon što je njegova stranka desnog centra na parlamentarnim izborima održanim 6. prosinca ostvarila slabiji rezultat od očekivanog. Cîțu je 22. prosinca postigao sporazum o sastavu vlade desnoga centra koju osim njegove Nacionalno - Liberalne stranke čine još 2 manje stranke, te 18 zastupnika nacionalnih manjina predviđeno je da nova vlada upravlja zemljom do kraja 2024. godine. 23. prosinca 2020. parlament Rumunjske je s 260 glasova "za" i 186 glasova "protiv" potvrdio njegovu vladu, čime je on stupio na dužnost premijera.